# Дихромат висмутила
Дихромат висмутила — неорганическое соединение, 
соль висмута и хромовой кислоты с формулой (BiO)2Cr2O7,
жёлтые или красные кристаллы,
не растворяется в воде.

## Получение
- Осаждение растворимой соли висмута бихроматом калия:

{\displaystyle {\mathsf {2Bi(NO_{3})_{3}+K_{2}Cr_{2}O_{7}+2H_{2}O\ {\xrightarrow {}}\ (BiO)_{2}Cr_{2}O_{7}\downarrow +2KNO_{3}+4HNO_{3}}}}

## Физические свойства
Дихромат висмутила образует жёлтые или красные кристаллы.
Не растворяется в воде, растворяется в кислотах.

## Химические свойства
- Растворяется в кислотах:

{\displaystyle {\mathsf {(BiO)_{2}Cr_{2}O_{7}+6HCl\ {\xrightarrow {}}\ 2BiCl_{3}+H_{2}Cr_{2}O_{7}+2H_{2}O}}}

## Применение
- В аналитической химии.